# Sabal bermudana
Espèce
Classification phylogénétique
Statut de conservation UICN

 EN B1ab(iii,v)+2ab(iii,v) : En danger
Sabal bermudana est une espèce de plantes à fleurs de la famille des Arecaceae (les palmiers) originaire des Bermudes d'où elle porte son nom. Elle appartient au genre Sabal. Elle est réputée paradoxalement pour son excellente résistance au froid.
Nom commun : Palmier des Bermudes.
Synonymes :  Sabal princeps, Sabal blackburniana, Inodes princeps.

## Description
- Stipe : Solitaire, jusqu’à 10 mètres de hauteur et 40 cm de diamètre, de couleur grise. Les bases fendues des anciens pétioles persistent sur le stipe et forment un motif réticulé caractéristique du genre.
- Feuilles : De 15 à 25 feuilles costapalmées, de 1,5 à 2 mètres de large, de couleur bleutée sur le dessus et glauque dessous. Elles se composent de plus de 80 segments rigides, scindés à la base sur la moitié de leur longueur. Le pétiole vert, très robuste, lisse, peut mesurer 2 mètres de longueur.
- Inflorescence : Les Sabal portent des fleurs bisexuées et un seul spécimen produira des graines viables. Les inflorescences émergent tous les ans entre les feuilles (interfoliaire). Elles sont peu ramifiées, arquées et de longueur n’excédant pas le pétiole.
- Fruits : Les inflorescences portent de très nombreux fruits marron foncé, contenant chacun une graine noire en forme de poire aplatie, d’environ 1,5 cm de diamètre.

## Répartition et habitat
Endémique aux Bermudes. On le rencontre aussi bien en sol sec que dans les marais.
Sabal bermudana est l’une des espèces les plus imposantes du genre, l’une des plus résistantes au froid également. C’est un paradoxe, car il ne rencontre jamais le gel dans son habitat naturel. Mais les Sabal sont des plantes très anciennes, qui vivaient même en Europe à l’ère tertiaire, il y a plus de 15 millions d’années, et Sabal bermudana est apparemment la souche isolée d’une espèce très rustique

## Culture
Le Sabal bermudana est très résistant au froid. Il tolère des températures négatives de -12 à -14 °C dans de bonnes conditions.